# Henry Crown
Henry Crown (* 13. Juni 1896 als Henry Krinsky in Chicago; † 14. August 1990 ebenda) war ein US-amerikanischer Unternehmer. Aus ärmlichen Verhältnissen stammend, war er zunächst im Baumaterialhandel tätig, verlagerte seine Tätigkeit jedoch nach dem Zweiten Weltkrieg zunehmend auf Beteiligungen an anderen Unternehmen, etwa General Dynamics.

## Herkunft, Ausbildung
Crown wurde am 13. Juni 1896 in Chicago als drittes von sieben Kindern des Ehepaars Arie Krinsky (1861–1937) und Ida Krinsky (1871–1956) geboren. Beide Elternteile waren im 19. Jahrhundert aus Litauen in die Vereinigten Staaten eingewandert. Arie Krinsky arbeitete als Sweatshop-Arbeiter und Streichholzverkäufer. Um die Jahrhundertwende ließ er den Familiennamen Krinsky in Crown ändern. Henry Crown wuchs in der Near North Side Chicagos auf. Er verließ die Schule nach der achten Klasse und war zunächst als Bote für Handwerker tätig.

## Unternehmertum
1915 gründete Henry Crown mit seinem älteren Bruder Sol die Firma S. R. Crown & Company, die mit Stahl handelte. Nachdem Sol an Tuberkulose erkrankte, stieg 1919 ein weiterer Bruder, Irving, in das Unternehmen ein. Mit geliehenem Kapital in Höhe von 10.000 US-Dollar (2025: 181.386,17 Dollar) begannen die Brüder, über ein neues Unternehmen namens Material Service Corporation (MSC) Sand, Kies, Kalk und Kohle an Bauunternehmen im Raum Chicago zu verkaufen. Bereits im ersten Jahr wurden ein Umsatz von 218.000 Dollar (2025: 3,954 Millionen Dollar) und 7000 Dollar Gewinn verbucht. Das Unternehmen profitierte davon, dass nach dem Ersten Weltkrieg zahlreiche Bauvorhaben in Chicago begonnen wurden und konnte sich zudem bereits bald der Gründung staatliche Aufträge im Straßenbau sichern.
1920 heirateten Henry Crown und Rebecca Kranz, die in den folgenden Jahren Eltern von drei Söhnen wurden. Henry Crowns Bruder Sol starb 1921 an seiner Erkrankung; Rebecca Crown verstarb 1943.
Während des Zweiten Weltkriegs diente Crown als Lieutenant Colonel im Army Corps of Engineers und kehrte anschließend zur MSC zurück. Bis zu seinem Tod war der informelle Beiname Colonel Crown üblich. Die MSC war zunehmend auch direkt in der Produktion von Bau- und Brennmaterialien tätig. So betrieb das Unternehmen ab Ende der 1940er-Jahre mehrere Kohletagebaue in Illinois, in deren Mechanisierung Anfang der 1950er-Jahre mehrere Millionen Dollar investiert wurden. Die MSC erwirtschaftete durch geringere Personalkosten und kostengünstigen Transport per Binnenschiff Wettbewerbsvorteile.
1951 konnte Crown einen Mehrheitsanteil an dem zu diesem Zeitpunkt erst teilweise vermieteten Empire State Building in New York City erwerben. Den Kaufpreis von 10 Millionen US-Dollar (2025: 120,77 Millionen Dollar) finanzierte er zulasten seines Unternehmens vollständig über die First National Bank of Chicago. 1954 wurde Crown Alleineigentümer des Gebäudes, das er 1961 mit Gewinn weiterverkaufte.
Schon seit den 1940er-Jahren erwarb Crown Anteile an verschiedensten Unternehmen, darunter die Chicago, Rock Island and Pacific Railroad und die Hilton Hotels Corporation. Crowns 1946 begonnene Beteiligung an der Rock Island wurde innerhalb weniger Monate zu einem signifikanten Aktienpaket ausgebaut, dass ihm Mitspracherecht bei strategischen Entscheidungen einräumte. Crown hatte einen wesentlichen Einfluss auf die Fusionsverhandlungen, die die Rock Island ab Ende der 1950er-Jahre mit verschiedenen anderen Bahngesellschaften führte, und schließlich auf die Auflösung des Unternehmens 1979/1980.
1959 erreichte Crowns Beteiligung am Rüstungsunternehmen General Dynamics eine Höhe, die ihm die Stimmenmehrheit im Vorstand sicherte. Er verschmolz daraufhin die MSC mit General Dynamics und übernahm einen Posten in der Geschäftsführung von General Dynamics.
Als Holding für einen Teil seiner zahlreichen weiteren Beteiligungen wurde im selben Jahr die Firma Henry Crown and Company gegründet, an der neben Henry Crown verschiedene Mitglieder seiner Familie beteiligt wurden. Schon seit 1925 hatte Crown auch zur Verringerung seiner Steuerlast regelmäßig Beteiligungen auf Familienmitglieder überschrieben, darunter seine zweite Frau, Gladys Crown (geb. Gladys Kay). Sein älterer Sohn, Robert Crown, starb 1969 an einem Herzinfarkt.
1965 und 1966 kaufte General Dynamics die Aktien der Familie Crown auf Kredit und aus Eigenkapital zurück, nachdem das Verhältnis zwischen dem General-Dynamics-CEO Roger Lewis und Henry Crown zerrüttet war. Crown erhielt 132 Millionen Dollar für die Firmenanteile, die in andere Beteiligungen, u. a. an der St. Louis–San Francisco Railway (Frisco) und an Continental Illinois, investiert wurden. Bereits ab 1967 erwarb Crown allerdings wieder signifikante Anteile an General Dynamics und hatte 1970 die nötigen Stimmrechte erreicht, um Roger Lewis von seinem Posten zu entbinden.
1976 besaß die Familie Crown Anteile im Gesamtwert von 250 Millionen Dollar (2025: 1.377,47 Millionen Dollar) an über 300 Unternehmen. 1986, im Alter von 90 Jahren, gab Crown die meisten seiner Geschäftsführerposten auf. Sein mittlerer Sohn Lester Crown, der seit den 1960er-Jahren verschiedenste Leitungsaufgaben hatte, übernahm die Positionen.

## Philanthropie
Henry Crown trat öffentlich als Unterstützer verschiedener kultureller Einrichtungen und Ausbildungsstätten auf. 1976 wurde die Summe aller bis dato geleisteten Spenden auf über 75 Millionen Dollar beziffert. So förderte Crown die University of Chicago, Brandeis University, Northwestern University und Stanford University sowie das Aspen Institute. Letzteres vergibt nach Henry Crown benannte Stipendien (Henry Crown Fellowship) und Auszeichnungen für Führungskräfte (Henry Crown Leadership Award).